# Phthorarcha primigena
Phthorarcha primigena är en fjärilsart som beskrevs av Otto Staudinger 1895. Phthorarcha primigena ingår i släktet Phthorarcha och familjen mätare. Inga underarter finns listade i Catalogue of Life.